# Mustapha Kamel Tarzi
Mustapha Kamel Tarzi (arabe : مصطفى كمال التارزي), né en 1921 à Tunis et décédé en 2000 à La Marsa, est un théologien, intellectuel et diplomate tunisien.

## Biographie

### Famille
Issu d'une famille tunisoise de propriétaires terriens d'origine turque, il est le neveu du leader nationaliste Mahmoud El Materi et devient le gendre de Mohamed Salah Khatteche, ancien trésorier du Destour. Ce sont ses origines turques qui expliquent qu'il soit de rite hanéfite, minoritaire en Tunisie. Il voit le jour dans la maison familiale, Dar Tarzi, située dans le quartier de Bab Jedid à Tunis. Alors que ses frères, intégrant le Collège Sadiki, se destinent à des carrières dans l'administration beylicale (deux deviendront caïds-gouverneurs), il poursuit ses études à l'Université Zitouna afin d'intégrer le corps religieux.
Il est le père de Saloua Tarzi Ben Attia, députée, secrétaire d'État chargée de l'Enfance et des Personnes âgées de 2007 à 2011 et présidente de l'Union nationale de la femme tunisienne de 2010 à 2011.

### Enseignement et pensée
Tarzi occupe pendant longtemps une chaire de théologie à la Zitouna tout en militant dans le mouvement national tunisien avec son oncle, premier président du Néo-Destour. Disciple de Mohamed Fadhel Ben Achour, il collabore aux côtés du cheikh à la réforme de la section moderne de la Zitouna en 1949 ; il prend aussi part aux commissions de réforme de l'éducation zitounienne, en mars 1955, présidées par le Premier ministre Tahar Ben Ammar. À l'instigation de Ben Achour, président de l'Union générale tunisienne du travail, Tarzi fonde en 1953, avec le cheikh Mohamed Chedly Ennaifer, le comité de la Voix de l'étudiant zitounien, syndicat des étudiants de la Zitouna. Ce mouvement organise plusieurs grèves des étudiants zitouniens contre la politique coloniale ; il fusionne avec l'Union générale des étudiants de Tunisie en 1956.
À la fin de sa vie, il fait don de sa bibliothèque, qui comprend 4 048 livres et 72 périodiques, à la bibliothèque de la Zitouna. Ses œuvres mettent l'accent sur la place centrale de la raison dans l'islam.

### Fonctions diverses
En 1967, le cheikh Tarzi est le premier directeur du culte musulman de la République tunisienne, et dirige pendant plus de vingt ans l'administration des affaires religieuses — ancêtre du ministère des Affaires religieuses créé en 1992 — nouvellement créée, le mufti de la République tunisienne n'étant plus qu'une autorité morale et consultative. Il a sous son contrôle tous les cadres religieux du pays — imams, professeurs théologiens et clercs de mosquées — qui sont devenus des fonctionnaires de la république avec les réformes de Habib Bourguiba. Il est également responsable de l'ensemble de l'infrastructure religieuse du pays (mosquées, zaouïas, médersas, etc.). En 1979, le mufti de la République, le cheikh Mohamed Habib Belkhodja, estime que le cheikh Tarzi a transformé un petit service en une grande administration. Il occupe aussi la fonction d'inspecteur général de l'éducation islamique au ministère de l'Éducation nationale, où il rédige les supports académiques et pédagogiques.
Après avoir été directeur de la médersa et imam prédicateur à la mosquée Youssef Dey, Il est nommé imam-prédicateur de la mosquée El Ahmadi à La Marsa, où sa famille s'était installée dans les années 1940. Il dirige les travaux de reconstruction du bâtiment et y installe une bibliothèque qu'il nomme Fadhel Ben Achour en l'honneur de ce théologien. Pendant plusieurs années, sa notoriété fait qu'il y reçoit à l'occasion des fêtes religieuses musulmanes le président de la République, dont il devient le conseiller particulier en affaires religieuses ; ceci est le cas avant la construction de la mosquée Mâlik ibn Anas, le président ne se rendant plus à la mosquée Zitouna que lors de la Nuit du Destin, la veille du 27e jour du mois du ramadan.
Il préside également l'Association tunisienne de prévention contre l'alcool et la drogue, l'Union tunisienne d'aide aux insuffisants mentaux, et occupe le poste honorifique d'adjoint au maire de La Marsa.

### Influence internationale
Lors du congrès de Nouakchott, tenu en mai 1976, il est élu membre du comité exécutif du Conseil de coordination islamique africain. Il est par ailleurs admis comme membre du Conseil islamique supérieur de l'Université islamique de Médine.
En 1977, dans le cadre du dialogue islamo-chrétien, il participe activement au congrès islamico-chrétien de Cordoue, où il donne une conférence publiée sous le titre Islam, religion de fraternité et de paix.
Il est enfin désigné secrétaire général de la Ligue mondiale islamique des qari' et des mujawids, lors de sa création en 1980, et représente plusieurs fois la Tunisie auprès de l'Organisation de la conférence islamique.
À sa mort, délaissant le carré familial au cimetière du Djellaz, il choisit d'être inhumé dans le cimetière de Sidi Abdelaziz, situé en bord de mer, à La Marsa.

## Œuvres
Il fonde en octobre 1973 le magazine Al-Hidaya (La Bonne guidance), dont il devient le directeur et responsable. Ce magazine devient en 1988 l'organe du Conseil islamique supérieur de la Tunisie.
Le cheikh Tarzi a eu une production littéraire abondante. On trouve parmi ses nombreux ouvrages et publications :
- Études sur la législation et la vie islamique (جوانب من الحياة الاجتماعية في الإسلام) ;
- La révélation coranique et la fin de la prophétie dans l'islam (الوحي وختم الرسالة في الإسلام) ;
- Lumières sur la sunna (أضواء على السنة), tradition prophétique ;
- La Qibla de la République tunisienne ;
- Les facteurs de la renaissance en islam et les horizons de l'avenir (عوامل النهضة الإسلامية) ;
- Rôle de la mosquée dans l'islam (رسالة المسجد في الإسلام) ;
- L'importance d'Al-Boukhârî au Maghreb (البخاري واهتمام أهل المغرب به وبالجامع الصحيح), recueil des traditions du prophète Mahomet ;
- Le Coran et la justice sociale (القرآن والعدالة الاجتماعية) ;
- L'artisanat et l'entrepreneuriat de nos jours (الاستصناع والمقاولات في العصر الحاضر) ;
- Le commerce dans la législation musulmane (بيع الأصل التجاري وحكمه في الشريعة الإسلامية).